# Max Kluge
Max Kluge (* 2001 in Berlin) ist ein deutscher Schauspieler, der vor allem in Filmkomödien mitwirkt.

## Leben
Der Berliner Kluge machte 2010 sein Filmdebüt in der Filmkomödie 3faltig. Es folgte 2012 eine Besetzung in Mutter muss weg, wo er das jüngere Alter Ego des Protagonisten darstellte. Größere nationale Bekanntheit brachte ihm die Rolle des Pflegesohn Marvin in Stromberg – Der Film im Jahr 2014 ein. 2015 folgte mit Bamboule eine Darstellung in einem Kurzfilm. Ein Jahr später spielte er in dem Fernsehfilm Tschick mit. 2018 war er erneut in einem Kurzfilm, Nachtfalter zu sehen.
Kluge lebt in Berlin und übt die Kampfsportart Karate aus.

## Filmografie
- 2010: 3faltig (Fernsehfilm)
- 2012: Mutter muss weg (Fernsehfilm)
- 2013: Alle Macht den Kindern (Fernsehfilm)
- 2014: Stromberg – Der Film
- 2015: Bamboule (Kurzfilm)
- 2016: Tschick (Fernsehfilm)
- 2018: Nachtfalter (Kurzfilm)